# کالس‌لاخن
کالس‌لاخن (به هلندی: Calslagen) یک منطقهٔ مسکونی در هلند است که در آلسمیر واقع شده‌است.